# 橫水渡 (新渡輪)

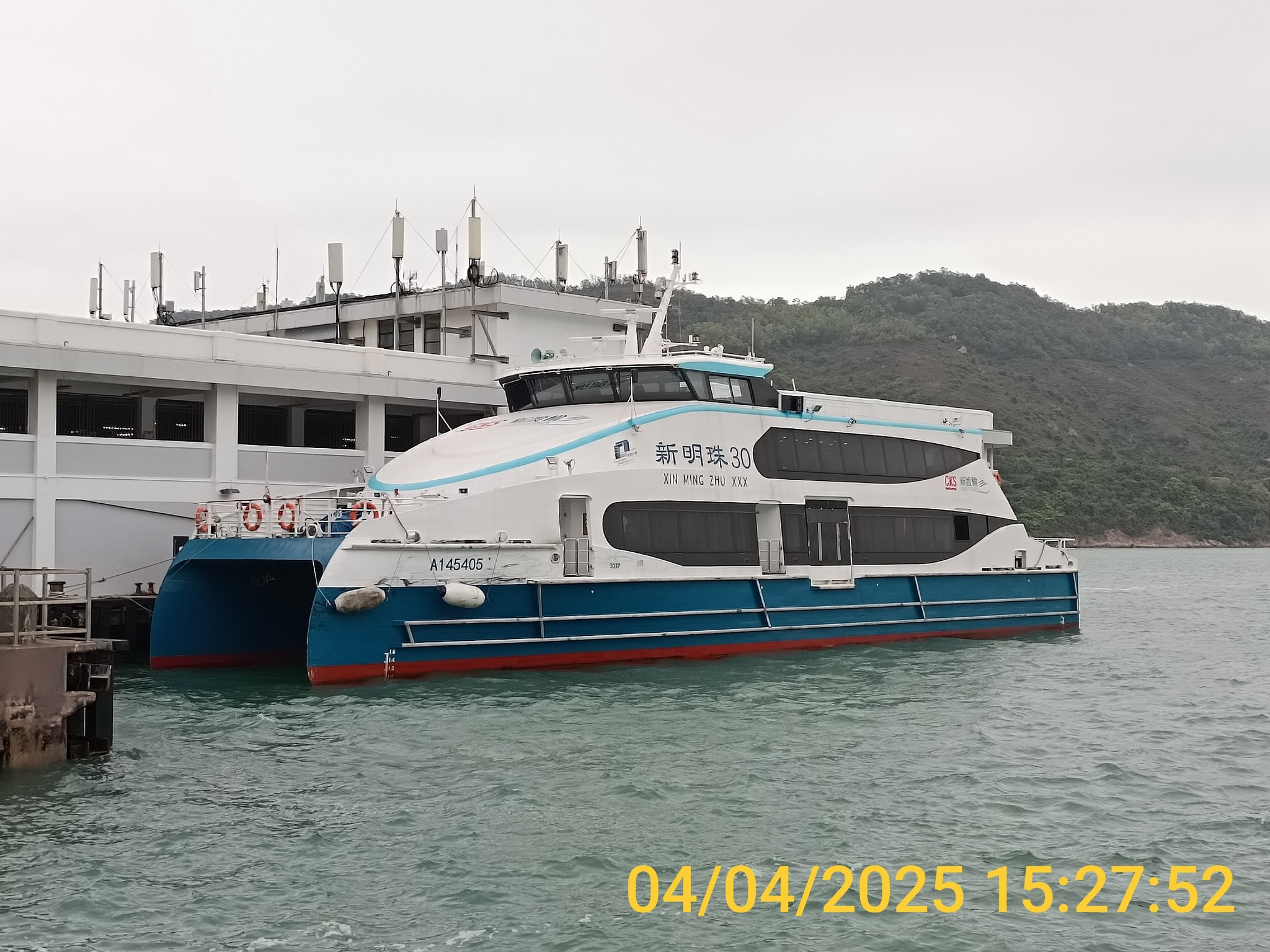
「新明珠30」為橫水渡航線唯一船隻

橫水渡航線（英語：Inter Islands）是香港一條來往坪洲碼頭至長洲碼頭（經：梅窩碼頭、芝麻灣碼頭）的渡輪航線，現時由新渡輪經營。

## 名稱
一般而言，橫水渡通常設於較為狹窄及平靜的河流或水道之上。從河岸的一邊連接另外一邊。中船上的船伕會用人手拉動或機器攪動纜繩使船隻向對岸的方向緩慢移動，來往之距離通常較短。但新渡輪横水渡則使用大型船隻來往數公里的路程及同時停經數個島嶼，與横水渡的原意有所不同。

## 歷史及簡介
本航線於1973年7月1日開辦，過去是由油麻地小輪營辦，2000年初，油麻地小輪私自轉讓專營權後，改由新渡輪接辦至今。
由於往返離島的旅客大部份只停留在一個島嶼，所以本航線的乘客是以當地居民為主。

## 航班時間表
| 坪洲 → 長洲 | 坪洲 → 長洲              | 坪洲 → 長洲 |
| 坪洲開出    | 梅窩開出                 | 芝麻灣開出  |
| 05:40→      | 06:00→                   | 06:15→      |
| 07:30→      | 08:00→                   | 08:20→      |
| 09:45→      | 10:10→                   | 10:30→      |
| 11:55→      | 12:15→                   | 不經芝麻灣→ |
| 13:35→      | 14:00→                   | 14:20→      |
| 15:40→      | 16:00→                   | 16:20→      |
| 17:55→      | 18:15→                   | 不經芝麻灣→ |
| 19:50→      | 20:10→                   | 20:30→      |
| 21:50→      | 22:20→                   | 不經芝麻灣→ |
| 23:40→      | 23:59 （到達梅窩終點站） | －          |
| ----------- | ------------------------ | ----------- |

| 長洲 → 坪洲 | 長洲 → 坪洲 | 長洲 → 坪洲                |
| 長洲開出    | 芝麻灣開出  | 梅窩開出                   |
| 06:00→      | 不經芝麻灣→ | 06:30→ 06:50到達坪洲終點站 |
| 06:35→      | 06:52→      | 07:10→                     |
| 08:45→      | 09:05→      | 09:25→                     |
| 10:50→      | 11:10→      | 11:35→                     |
| 12:45→      | 不經芝麻灣→ | 13:15→                     |
| 14:50→      | 不經芝麻灣→ | 15:20→                     |
| 16:50→      | 17:10→      | 17:30→                     |
| 18:45→      | 19:05→      | 19:30→                     |
| 21:00→      | 不經芝麻灣→ | 21:30→                     |
| 22:50→      | 不經芝麻灣→ | 23:20→                     |
| ----------- | ----------- | -------------------------- |

所有班次皆為普通渡輪及可載貨物
上列時間閘機將會關閉（船票提早售罄除外）

## 使用船隻
新渡輪的橫水渡航線主要租用富裕小輪1艘鋼製街渡（名河，Ming River，擁有權證明書編號：A9883）航行，由珠海市船舶工業總公司於1999年1月8日生產，上下層皆設有空調設備。鑑於2024年3月31日起已被出售給潤海船務公司，易名為新里程386，改為雙層普通船（新忠（已退役）、新英或新傑）每兩星期替換航行，但一律不設豪華位及空調系統（有關範圍將會鎖上出入門並只供船員使用）。
新渡輪亦曾派出高速船行駛橫水渡航線。
（如2020年12月23日5:55PM由坪洲開出之班次以「新輝拾壹」行駛，唯當6:30PM到達長洲後換上了「新英」接載長洲登船之乘客）
2024年9月14日起，新購入的混能雙體船新明珠30行走橫水渡部份航班。

## 航行時間
- 坪洲－梅窩：約18–20分鐘
- 梅窩－芝麻灣：約13–15分鐘
- 芝麻灣－長洲：約18–20分鐘
- 長洲－梅窩：約31–35分鐘
- 以上航行時間只供參考。實際航行時間會受航速限制、海上交通，天氣及海面情況等因素所影響。

## 收費
- 成人：$14.0
- 長者及傷健人士（現金）、小童：$7.0
- 長者及傷健人士（八達通）：$2.0

## 外部連結
- 新渡輪：橫水渡航班時間表 （页面存档备份，存于）